# اوراسیو مورالس
اوراسیو مورالس (اسپانیایی: Horacio Moráles‎; ۲۷ ژوئن ۱۹۴۳ – ۲۶ فوریهٔ ۲۰۲۱) بازیکن فوتبال اهل آرژانتین بود.
از باشگاه‌هایی که در آن بازی کرده‌است می‌توان به باشگاه فوتبال لاریسا و باشگاه فوتبال ولز سارسفیلد اشاره کرد.
وی همچنین در تیم ملی فوتبال آرژانتین بازی کرده‌است.